# Johann von Thielmann

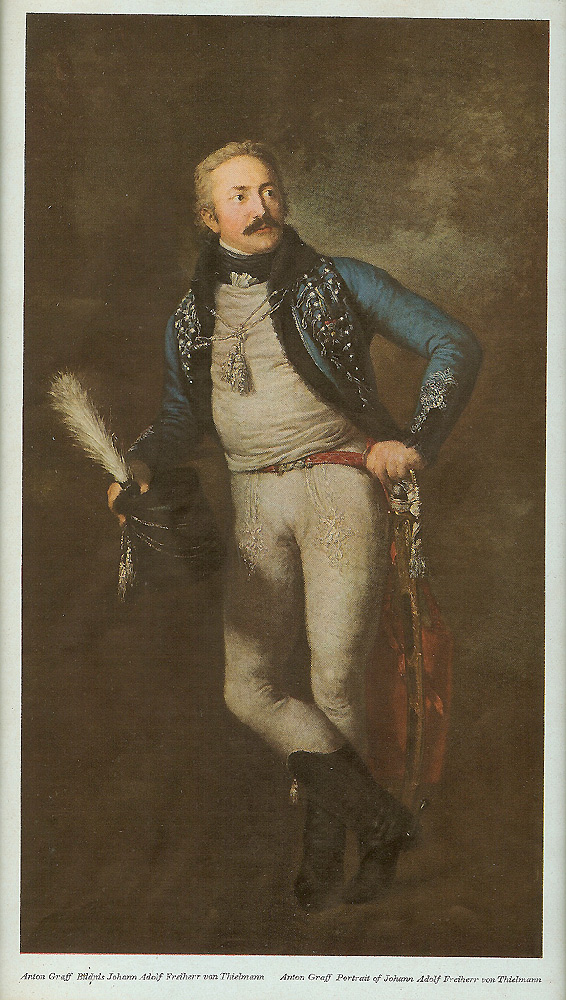
Johann Adolf Freiherr von Thielmann.

Johann Adolf Freiherr von Thielmann (27 de abril de 1765, Dresde - 10 de octubre de 1824, Coblenza) fue un soldado sajón quien sirvió con Sajonia, Prusia y Francia durante las guerras napoleónicas.

## Biografía
Thielmann nació en Dresde. Entró en la caballería sajona en 1782, y vio servicio contra los franceses en las campañas del Rin y sirvió al lado de Prusia en la campaña de Jena. Después del desastre de Jena, Thielmann fue enviado por Sajonia como embajador a Napoleón I, convirtiéndose en su ardiente admirador, e hizo cuanto pudo por establecer una alianza franco-sajona. Thielmann acompañó al contingente sajón que combatió en el sitio de Danzig y en Friedland.
En 1809, como coronel de un Freikorps (milicia irregular), se opuso al avance de los autríacos en Sajonia, y fue recompensado por sus servicios con el grado de mayor-general, a la que prosiguió la promoción a teniente-general en 1810. Como comandante de la Brigada Sajona de Caballería Pesada tomó parte en el avance hacia Moscú dos años más tarde; su bravura excepcional en Borodino atrajo la atención de Napoleón, que incorporó a Thielmann en su propio séquito. Su propio soberano al mismo tiempo lo hizo Freiherr (barón).
En la guerra de la Sexta Coalición, Thielmann, ahora von Thielmann, tomó parte prominente. Como gobernador de Torgau, por orden de su rey en un principio observó la más estricta neutralidad, pero al recibir una orden de entregar la fortaleza a los franceses renunció a su mando y, acompañado por su jefe de Estado Mayor el oficial Aster, se unió a la Coalición. Como general ruso fue empleado en la reorganización del ejército sajón tras la batalla de Leipzig, y en 1814 comandó el cuerpo sajón que operaba en los Países Bajos.

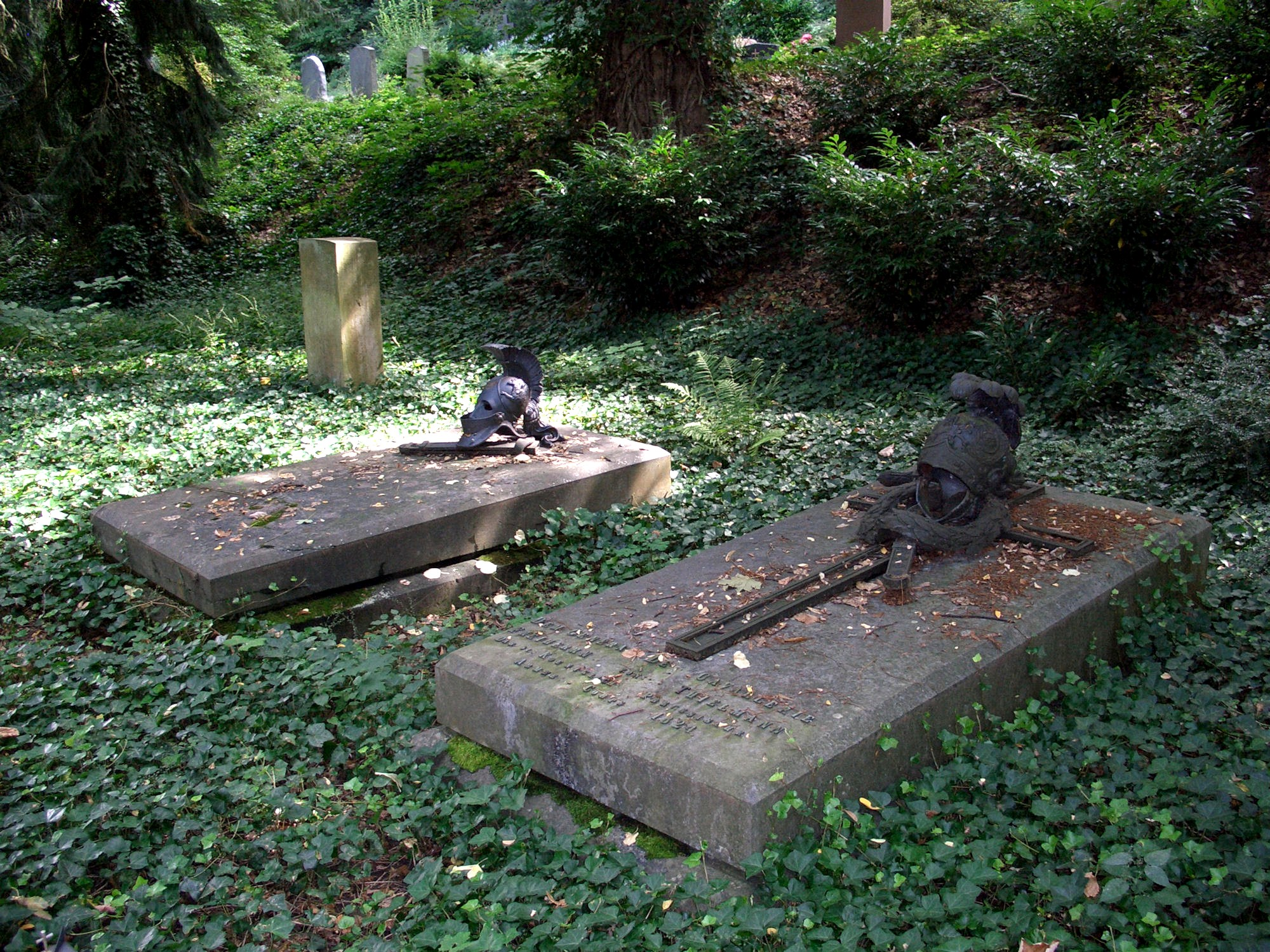
Tumbas de tres generales prusianos en el cementerio de Coblenza —la de von Thielmann está en primer plano a la derecha—.

A principios del año siguiente se convirtió en teniente-general en el servicio prusiano, y al mando del III. Cuerpo de Ejército tomó parte en la campaña de Waterloo. Del campo de batalla de Ligny se retiró con el resto del ejército de Blücher a Wavre, y cuando los otros cuerpos marcharon hacia Waterloo, von Thielmann defendió este movimiento contra Grouchy, luchando en la Batalla de Wavre (18-19 de junio de 1815), contribuyendo así materialmente a la victoria en Waterloo.
En la última parte de su vida, fue comandante de un cuerpo en Münster (VII. Cuerpo) y en Coblenza (VIII. Cuerpo), donde murió en 1824, como general de caballería.